# Cronologia da pandemia de COVID-19 na Turquia
Este artigo documenta a cronologia da pandemia de COVID-19 na Turquia.

## Cronologia

### Janeiro de 2020
- 10 de janeiro: O Ministério da Saúde da Turquia cria o Comitê Científico de Coronavírus para combater a doença.[1][2]

### Fevereiro de 2020
- 1 de fevereiro: Quarenta e dois cidadãos turcos são evacuados da cidade chinesa de Wuhan em um avião militar especial enviado pela Turquia.[3][4]
- 3 de fevereiro: A companhia aérea da Turquia decide estender a suspensão de todos os voos para China.[5]
- 29 de fevereiro: O governo turco anuncia que todos os voos de ida e volta para Itália, Coreia do Sul e Iraque são interrompidos devido ao surto do novo coronavírus.[6][7]

### Março de 2020
- 11 de março: A Turquia anuncia o primeiro caso confirmado do novo coronavírus no país.[8]
- 14 de março: A Turquia anuncia o fechamento da fronteira para passageiros de nove países europeus. Os passageiros são vindos da Alemanha, Espanha, França, Áustria, Noruega, Dinamarca, Suécia, Bélgica e Países Baixos para conter o surto do novo coronavírus.[9]
- 17 de março: A Turquia confirma a primeira morte causada pelo novo coronavírus no país.[10]

### Abril de 2020
- 1 de abril: A Turquia envia a ajuda médica à Itália e à Espanha, a região mais atingida na Europa pela pandemia do novo coronavírus.[11]
- 12 de abril: O presidente da Turquia, Recep Tayyip Erdogan, recusa a renúncia do ministro do Interior, Suleyman Soylu, por causa de seu tratamento de um bloqueio total abrupto em todo o país que levou ao pânico de compras.[12]
- 18 de abril: A Turquia ultrapassa o Irã e registra o maior número total de casos confirmados do novo coronavírus no Oriente Médio.[13][14]
- 23 de abril: A Turquia torna-se o sétimo país do mundo a atingir mais de 100.000 casos confirmados do novo coronavírus. Essa marca é registada pelo Ministério da Saúde do país.[15][16]
- 28 de abril: A Turquia envia a ajuda militar médica aos Estados Unidos, atingidos pela pandemia do novo coronavírus.[17]
- 30 de abril: A Turquia envia os suprimentos médicos para a Palestina para ajudar no combate ao novo surto do novo coronavírus.[18]

### Maio de 2020
- 6 de maio: A Turquia conclui a primeira fase da luta contra o novo coronavírus.[19]
- 14 de maio: A Turquia envia a ajuda médica para 80 países para combater a pandemia do novo coronavírus.[20]
- 30 de maio: O número total de testes do novo coronavírus na Turquia ultrapassa 2 milhões, registrado pelo Ministério da Saúde do país.[21]

### Setembro de 2020
- 8 de setembro: O governo da Turquia exige o uso de máscaras em todas as áreas públicas.[22]

### Outubro de 2020
- 2 de outubro: O presidente da Turquia, Recep Tayyip Erdogan, deseja uma rápida recuperação ao presidente dos Estados Unidos, Donald Trump, e à primeira-dama, Melania Trump.[23]
- 28 de outubro: O número de mortes causadas pelo novo coronavírus na Turquia ultrapassa 10.000, registrado pelo Ministério da Saúde do país.[24][25]

### Novembro de 2020
- 30 de novembro: O número de casos confirmados do novo coronavírus na Turquia ultrapassa 500.000, registrado pelo Ministro da Saúde do país.[26]

### Dezembro de 2020
- 11 de dezembro: O governo turco inicia um toque de recolher em todo o país durante o fim de semana para conter uma nova onda do novo coronavírus e termina no dia 14 do mesmo mês.[27]
- 28 de dezembro: O número de mortes causadas pelo novo coronavírus na Turquia ultrapassa 20.000, registrado pelo Ministério da Saúde do país.[28]

### Janeiro de 2021
- 1 de janeiro: A Turquia anuncia os primeiros casos da variante de COVID-19 do Reino Unido. A variante do vírus é detectada em 15 pessoas, que entraram no país vindas do Reino Unido.[29]
- 14 de janeiro: A campanha de vacinação contra o novo coronavírus começa na Turquia. Os profissionais de saúde recebem a primeira dose da vacina CoronaVac, desenvolvida pela Sinovac da China.[30]
- 14 de janeiro: O presidente da Turquia, Recep Tayyip Erdogan, recebe a primeira dose da vacina em um hospital na capital do país, Ancara, durante o início da vacinação em massa contra COVID-19.[31]
- 22 de janeiro: A Turquia suspende os voos do Brasil por causa do aumento do número de casos de uma variante do novo coronavírus.[32]

### Fevereiro de 2021
- 3 de fevereiro: Dois casos da variante sul-africana e um da variante brasileira do coronavírus são detectados na Turquia.[33]

### Março de 2021
- 10 de março: O Ministério da Saúde da Turquia relata mais de 40.000 casos das várias variantes do coroanvírus.[34]
- 21 de março: O número de mortes causadas pelo novo coronavírus na Turquia ultrapassa 30.000 e de casos confirmados da mesma doença, 3 milhões, registrado pelo Ministério da Saúde do país.[35]

### Abril de 2021
- 4 de abril: A Turquia envia condolências à Itália e à Espanha pelas mortes da COVID-19.[36]
- 26 de abril: O presidente da Turquia, Recep Tayyip Erdogan, anuncia um bloqueio total de 17 dias a partir de 29 do mesmo mês para conter nova onda de COVID-19. É a primeira vez que um lockdown mais rígido é decretado no país.[37]
- 28 de abril: A Turquia assina um acordo para receber 50 milhões de doses da vacina russa Sputnik V contra COVID-19.[38][39]
- 29 de abril: O presidente da Turquia, Recep Tayyip Erdogan, impõe um bloqueio total da noite até 17 de maio devido ao aumento de casos e mortes do novo coronavírus. É o primeiro bloqueio nacional com duração de quase três semanas.[40]

### Julho de 2021
- 25 de julho: Os casos diários de COVID-19 da Turquia ultrapassam 14.000, marcando o maior número desde maio de 2021.[41]